# Morti il 1º aprile
| Questa pagina contiene informazioni ricavate automaticamente dalle voci biografiche con l'ausilio del template Bio e di un bot. L'aggiornamento è periodico e automatico e ricostruisce completamente la pagina. Se manca una persona in questa lista, sei pregato di non aggiungerla, ma accertati piuttosto che la sua voce biografica contenga il template Bio e che i dati anagrafici siano correttamente compilati. Se il template Bio manca, inseriscilo tu stesso o, in alternativa, metti l'avviso {{tmp\|Bio}} che ne segnala la mancanza. Se i dati riportati sono sbagliati, correggi direttamente la voce biografica; le modifiche saranno visibili in questa lista entro pochi giorni. Per chiarimenti vedi il progetto biografie. La lista contiene solo le 523 persone che sono citate nell'enciclopedia e per le quali è stato implementato correttamente il template Bio. Pagina aggiornata al 21 lug 2025. |

## I secolo(1)
- 65 - Lucio Fenio Rufo, prefetto romano

## X secolo(2)
- 919 - Cristina I di Gandersheim, badessa tedesca
- 996 - Papa Giovanni XV, papa, vescovo e cardinale italiano

## XI secolo(3)
- 1012 - Ermanno III di Svevia, nobile tedesco
- 1085 - Song Shenzong, imperatore cinese (n. 1048)
- 1096 - Enghelberto I d'Istria, nobile tedesco

## XII secolo(3)
- 1129 - Celso di Armagh, arcivescovo cattolico irlandese (n. 1080)
- 1132 - Ugo di Grenoble, vescovo cattolico e santo francese (n. 1053)
- 1181 - Romualdo II Guarna, arcivescovo cattolico, storico e politico longobardo

## XIII secolo(7)
- 1204 - Eleonora d'Aquitania, duchessa (n. 1122)
- 1205 - Amalrico II di Lusignano, sovrano
- 1221 - Berengaria del Portogallo, regina (n. 1194)
- 1244 - Ottone II di Ravensberg, nobile tedesco
- 1245 - Robert Bruce, IV Signore di Annandale, nobile scozzese
- 1252 - Kujō Michiie, poeta giapponese (n. 1193)
- 1293 - Carino Pietro da Balsamo, religioso italiano

## XIV secolo(2)
- 1321 - Niccolò Alberti, cardinale e vescovo cattolico italiano
- 1340 - Gerardo III il Grande, conte di Holstein, nobile tedesco

## XV secolo(5)
- 1411 - Caterina di Vendôme, nobile
- 1412 - Alberto di Meclemburgo, sovrano
- 1455 - Zbigniew Oleśnicki, cardinale e vescovo cattolico polacco (n. 1389)
- 1478 - Ferdinando I di Braganza, conte (n. 1403)
- 1488 - Giovanni II di Borbone, duca (n. 1426)

## XVI secolo(10)
- 1504 - Camilla Pio di Savoia, nobile italiana (n. 1440)
- 1507 - Sigismondo I d'Este, nobile italiano (n. 1433)
- 1510 - Alessandro II di Imerezia, sovrano georgiano
- 1523 - Agnese di Montefeltro (n. 1470)
- 1528 - Francisco de Peñalosa, compositore spagnolo
- 1547 - Maria di Lussemburgo-Saint-Pol, nobile francese
- 1548 - Sigismondo I Jagellone, re (n. 1467)
- 1562 - Pedro Angulo, vescovo cattolico e missionario spagnolo (n. 1500)
- 1580 - Alonso Mudarra, compositore spagnolo (n. 1510)
- 1600 - Esperanza Malchi, imprenditrice ottomana

## XVII secolo(18)
- 1602 - Pietro Faccini, pittore italiano
- 1607 - Matsudaira Tadayoshi, militare giapponese (n. 1580)
- 1621 - Cristofano Allori, pittore italiano (n. 1577)
- 1624 - Virginio Cesarini, poeta italiano (n. 1595)
- 1632 - Nikolaus Riser, imprenditore, politico e militare svizzero
- 1638 - Annibale d'Afflitto, arcivescovo cattolico italiano (n. 1560)
- 1639 - Giovanni Filippo di Sassonia-Altenburg, nobile tedesco (n. 1597)
- 1639 - Anton Wolfradt, vescovo cattolico austriaco (n. 1582)
- 1649 - Juan Bautista Maíno, pittore spagnolo (n. 1578)
- 1649 - Johann Vierdanck, violinista e compositore tedesco (n. 1605)
- 1650 - Zofia Czeska-Maciejowska, religiosa polacca (n. 1584)
- 1651 - Giovanni d'Assia-Braubach, nobile (n. 1609)
- 1652 - Giacomo Lomellini, doge (n. 1570)
- 1667 - Tommaso Carlone, scultore e stuccatore svizzero
- 1682 - Franz Egon von Fürstenberg-Heiligenberg, vescovo cattolico, abate e generale tedesco (n. 1626)
- 1684 - Roger Williams, teologo inglese (n. 1603)
- 1690 - James Annesley, II conte di Anglesey, nobile irlandese (n. 1645)
- 1697 - Jan de Bray, pittore olandese (n. 1627)

## XVIII secolo(20)
- 1709 - Enrico III Giulio di Borbone-Condé, principe francese (n. 1643)
- 1719 - Lazzaro Agostino Cotta, avvocato, storiografo e poeta italiano (n. 1645)
- 1727 - Louis-Armand Champion de Cicé, missionario e vescovo cattolico francese (n. 1648)
- 1729 - Giovanni Ruggeri, architetto italiano (n. 1665)
- 1731 - Guglielmo II d'Assia-Wanfried-Rheinfels, nobile tedesco (n. 1671)
- 1734 - Louis Lully, compositore francese (n. 1664)
- 1748 - Ferdinando Sanfelice, architetto, pittore e nobile italiano (n. 1675)
- 1752 - Ferrante Maddalena, politico e letterato italiano (n. 1676)
- 1757 - Giuseppe Felissano, vescovo cattolico italiano (n. 1697)
- 1762 - Germain Louis Chauvelin, politico francese (n. 1685)
- 1763 - Giovanni Battista Alfieri di Cortemilia, politico e generale italiano (n. 1697)
- 1773 - Gaetano Lapis, pittore italiano (n. 1706)
- 1773 - Domenico Michelessi, scrittore e presbitero italiano (n. 1735)
- 1779 - William Stanhope, II conte di Harrington, nobile, politico e generale inglese (n. 1719)
- 1783 - Georg Friedrich Brander, inventore tedesco (n. 1713)
- 1783 - Gilles Hocquart, funzionario francese (n. 1694)
- 1784 - Salvatore Andreani, vescovo cattolico italiano (n. 1705)
- 1788 - Antonio González Ruiz, pittore spagnolo (n. 1711)
- 1794 - Euloge Schneider, monaco cristiano francese (n. 1756)
- 1795 - Carlo II Augusto del Palatinato-Zweibrücken, nobile tedesco (n. 1746)

## XIX secolo(60)
- 1802 - Joseph Duplessis, pittore francese (n. 1725)
- 1803 - Henry Swinburne, scrittore e viaggiatore britannico (n. 1743)
- 1807 - Pietro Giovanni Boateri, storico italiano (n. 1747)
- 1811 - Giuseppe Maria Bozzoli, gesuita, traduttore e teologo italiano (n. 1724)
- 1814 - Joseph Johann Ferraris, generale e cartografo austriaco (n. 1726)
- 1815 - Giovanni Andrea Avogadro, vescovo cattolico e gesuita italiano (n. 1735)
- 1815 - Pietro Napoli Signorelli, saggista, storiografo e scrittore italiano (n. 1731)
- 1815 - Tommaso Valperga di Caluso, filosofo, astronomo e fisico italiano (n. 1737)
- 1817 - Ludwig von Flüe, mercenario svizzero (n. 1752)
- 1818 - Gabriel Anton Splény de Miháldy, generale austriaco (n. 1734)
- 1823 - James Johnstone, esploratore inglese (n. 1759)
- 1835 - Bartolomeo Pinelli, incisore, pittore e ceramista italiano (n. 1781)
- 1837 - Karoline Stahl, scrittrice e poetessa tedesca (n. 1776)
- 1843 - John Armstrong Junior, politico statunitense (n. 1758)
- 1843 - Adolf Ribbing, militare svedese (n. 1765)
- 1848 - Friedrich Immanuel Niethammer, filosofo, teologo e pedagogista tedesco (n. 1766)
- 1849 - Lodovico Pavoni, presbitero italiano (n. 1784)
- 1850 - Angelo Maria Ricci, poeta italiano (n. 1776)
- 1851 - Gian Pietro Porro, politico italiano (n. 1773)
- 1854 - Henriette Lorimier, pittrice francese (n. 1775)
- 1855 - Muhammad Said Khan, principe indiano (n. 1786)
- 1856 - Eustoquio Díaz Vélez, militare argentino (n. 1782)
- 1857 - Teodolinda di Leuchtenberg, nobile (n. 1814)
- 1860 - Jules Coignet, pittore francese (n. 1798)
- 1860 - Joseph Guislain, medico belga (n. 1797)
- 1861 - Charlotte Campbell, romanziera inglese (n. 1775)
- 1863 - Jakob Steiner, matematico svizzero (n. 1796)
- 1865 - John Cuffe, politico irlandese (n. 1818)
- 1865 - John Milton, politico statunitense (n. 1807)
- 1865 - Michelangelo Pacetti, pittore italiano (n. 1793)
- 1865 - Giuditta Pasta, contralto e soprano italiano (n. 1797)
- 1867 - Stefano Gallina, magistrato e politico italiano (n. 1802)
- 1868 - Rasoherina, regina malgascia (n. 1814)
- 1871 - Augusta d'Assia-Homburg, nobile tedesca (n. 1776)
- 1872 - Martin Ohm, matematico tedesco (n. 1792)
- 1873 - Saint-Marc Girardin, politico e scrittore francese (n. 1801)
- 1873 - John Hope, VI conte di Hopetoun, ufficiale scozzese (n. 1831)
- 1874 - Giuseppe Buoni, fantino italiano (n. 1825)
- 1875 - Giovanni Audiffredi, imprenditore e politico italiano (n. 1808)
- 1876 - Eugenio Del Giudice, nobile e politico italiano (n. 1809)
- 1876 - Severino Grattoni, architetto, ingegnere e politico italiano (n. 1815)
- 1876 - Philipp Mainländer, poeta e filosofo tedesco (n. 1841)
- 1878 - Giuseppe Pastore, politico e generale italiano (n. 1800)
- 1878 - Madame Restell, criminale britannica (n. 1812)
- 1880 - Giuseppe Rossi, militare e politico italiano (n. 1797)
- 1882 - Antonio Gasbarrone, brigante italiano (n. 1793)
- 1882 - Alexis Louis Trinquet, operaio francese (n. 1835)
- 1883 - Giuseppe Micheli, generale e ingegnere italiano (n. 1823)
- 1886 - Carlo Gemelli, patriota, storico e letterato italiano (n. 1811)
- 1888 - Giambattista Giustinian, politico italiano (n. 1816)
- 1888 - Jules Émile Planchon, botanico francese (n. 1823)
- 1890 - Pontus Brevern-de la Gardie, generale e nobile russo (n. 1814)
- 1890 - Konstantin Katakazi, diplomatico russo (n. 1828)
- 1891 - Pauline Marie de La Ferronays, scrittrice e filantropa francese (n. 1808)
- 1892 - Justus Ludwig Adolph Roth, geologo e mineralogista tedesco (n. 1818)
- 1893 - Otto Leonhard Heubner, rivoluzionario, avvocato e politico tedesco (n. 1812)
- 1894 - Remigio Morales Bermúdez, politico peruviano (n. 1836)
- 1898 - Celso Golmayo Zúpide, scacchista cubano (n. 1820)
- 1898 - Arthur Orton, truffatore britannico (n. 1834)
- 1900 - Giuseppe Borsalino, artigiano e imprenditore italiano (n. 1834)

## XX secolo(242)
- 1901 - François-Marie Raoult, fisico e chimico francese (n. 1830)
- 1903 - Renato De Martino, diplomatico e ambasciatore italiano (n. 1843)
- 1903 - Giuseppe Devincenzi, politico e imprenditore italiano (n. 1814)
- 1904 - Amalia Ferraris, danzatrice italiana (n. 1828)
- 1906 - Ignazio Lampiasi, patriota, medico e politico italiano (n. 1832)
- 1906 - Johannes Steen, politico norvegese (n. 1827)
- 1907 - Luciano Mereu, patriota italiano (n. 1842)
- 1909 - Emidio Cerulli, politico italiano (n. 1850)
- 1910 - Andreas Achenbach, pittore tedesco (n. 1815)
- 1910 - Giovanni Boncoraggio, brigante italiano (n. 1831)
- 1910 - Borden Parker Bowne, teologo, filosofo e pastore protestante statunitense (n. 1847)
- 1911 - Martin Greif, poeta e scrittore tedesco (n. 1839)
- 1912 - Paul Brousse, politico francese (n. 1844)
- 1913 - Barsanufio di Optina, religioso russo (n. 1845)
- 1914 - Sophus Mads Jørgensen, chimico danese (n. 1837)
- 1914 - Angelo Mariani, chimico francese (n. 1838)
- 1915 - Johann Joseph Abert, compositore, direttore d'orchestra e contrabbassista tedesco (n. 1832)
- 1915 - William V. Ranous, regista e attore statunitense (n. 1857)
- 1915 - André Six, nuotatore francese (n. 1879)
- 1916 - Gabrielle Petit, infermiera e partigiana belga (n. 1893)
- 1916 - Heinrich Rehm, micologo tedesco (n. 1828)
- 1917 - Scott Joplin, compositore e musicista statunitense
- 1918 - Paul von Rennenkampf, generale russo (n. 1854)
- 1918 - Isaac Rosenberg, poeta, pittore e militare inglese (n. 1890)
- 1920 - Emma Hauck, artista tedesca (n. 1878)
- 1922 - Jane Bunford, inglese (n. 1895)
- 1922 - Carlo I d'Austria, imperatore austro-ungarico (n. 1887)
- 1922 - George Carter, rugbista a 15 neozelandese (n. 1854)
- 1922 - Henri-Paul Motte, pittore francese (n. 1846)
- 1923 - Naruhisa, principe Kitashirakawa, principe e militare giapponese (n. 1887)
- 1924 - Lloyd Hildebrand, pistard britannico (n. 1870)
- 1924 - Stan Rowley, velocista e mezzofondista australiano (n. 1876)
- 1925 - Lars Jørgen Madsen, tiratore a segno danese (n. 1871)
- 1925 - Luigi Pigorini, archeologo e politico italiano (n. 1842)
- 1926 - Jacob Pavlovič Adler, attore russo (n. 1855)
- 1926 - Carlo Marchesetti, archeologo, paleontologo e botanico italiano (n. 1850)
- 1926 - Heinrich Pesch, economista e sociologo tedesco (n. 1854)
- 1927 - Anacleto González Flores, beato messicano (n. 1888)
- 1928 - Ernst Münch, organista e direttore di coro francese (n. 1859)
- 1930 - Cosima Wagner, tedesca (n. 1837)
- 1931 - Paolo Ciulla, falsario, fotografo e incisore italiano (n. 1867)
- 1931 - Karl Wilhelm Valentiner, astronomo tedesco (n. 1845)
- 1932 - Luigi Spandre, vescovo cattolico italiano (n. 1853)
- 1933 - Salvador Rueda, poeta e giornalista spagnolo (n. 1857)
- 1933 - Frederic Thesiger, I visconte Chelmsford, politico britannico (n. 1868)
- 1935 - H.O. Martinek, regista e attore francese (n. 1877)
- 1935 - Oreste Mentasti, commediografo e regista cinematografico italiano (n. 1859)
- 1936 - Joe Curry, calciatore inglese (n. 1887)
- 1936 - Veli Nieminen, ginnasta e tiratore a segno finlandese (n. 1886)
- 1937 - Norberto Pazzini, pittore italiano (n. 1856)
- 1938 - Alessandro Pertoldeo, militare italiano (n. 1905)
- 1939 - Anton Semenovyč Makarenko, pedagogista e educatore sovietico (n. 1888)
- 1939 - Donato Raffaele Sbarretti Tazza, cardinale, arcivescovo cattolico e diplomatico italiano (n. 1856)
- 1939 - Albert Vandeplancke, nuotatore e pallanuotista francese (n. 1911)
- 1940 - John Atkinson Hobson, economista e saggista inglese (n. 1858)
- 1941 - Arthur Birkett, crickettista britannico (n. 1875)
- 1941 - Hippolyte Delehaye, gesuita e storico belga (n. 1859)
- 1942 - Vittore Raccanelli, ufficiale italiano (n. 1904)
- 1943 - Vahida Maglajlić, partigiana jugoslava (n. 1907)
- 1944 - Francesca Edera De Giovanni, partigiana italiana (n. 1923)
- 1944 - Giannetto Dini, antifascista e partigiano italiano (n. 1926)
- 1944 - Aldo Li Gobbi, militare e partigiano italiano (n. 1918)
- 1944 - Ferdinando Salvalai, antifascista e partigiano italiano (n. 1922)
- 1944 - Luigi Vacchini, partigiano italiano (n. 1883)
- 1945 - Jakob Buchli, ingegnere svizzero (n. 1876)
- 1945 - Giuseppe Girotti, religioso e biblista italiano (n. 1905)
- 1945 - Valentina Guidetti, partigiana italiana (n. 1922)
- 1945 - Rudolf Lippert, cavaliere tedesco (n. 1900)
- 1945 - Karl von Macchio, diplomatico e nobile austriaco (n. 1859)
- 1945 - Gian Guido Piazza, calciatore e dirigente sportivo italiano (n. 1887)
- 1946 - Noah Beery, attore statunitense (n. 1882)
- 1946 - Michiko Kuwano, attrice giapponese (n. 1915)
- 1946 - Cesare Orsenigo, arcivescovo cattolico e diplomatico italiano (n. 1873)
- 1946 - Edward Sheldon, commediografo statunitense (n. 1886)
- 1947 - Giorgio II di Grecia, re greco (n. 1890)
- 1947 - Franz Seldte, politico e militare tedesco (n. 1882)
- 1947 - Freddie Webster, trombettista statunitense (n. 1916)
- 1949 - Francesco D'Alessio, politico e giurista italiano (n. 1886)
- 1950 - Francis Otto Matthiessen, critico letterario statunitense (n. 1902)
- 1950 - Joanni Perronet, schermidore e maestro di scherma francese (n. 1877)
- 1951 - Agide Simonazzi, velocista e mezzofondista italiano (n. 1896)
- 1952 - Francesco Cazzamini-Mussi, poeta, scrittore e critico letterario italiano (n. 1888)
- 1952 - Alfonso Maria Riberi, archeologo, storiografo e presbitero italiano (n. 1876)
- 1953 - Charles Lalo, filosofo francese (n. 1877)
- 1953 - Giulio Stival, attore, doppiatore e regista teatrale italiano (n. 1902)
- 1954 - Federico De Maria, poeta, giornalista e scrittore italiano (n. 1883)
- 1954 - Ramón Guzmán, calciatore e allenatore di calcio spagnolo (n. 1907)
- 1954 - Girolamo Poloni, pittore italiano (n. 1877)
- 1954 - Jan Thomée, calciatore olandese (n. 1886)
- 1955 - Alf Baker, calciatore inglese (n. 1898)
- 1955 - Silvio D'Amico, critico teatrale italiano (n. 1887)
- 1955 - Lin Huiyin, architetta, storica dell'architettura e scrittrice cinese (n. 1904)
- 1955 - Boris Mirkine-Guetzévitch, costituzionalista russo (n. 1892)
- 1955 - Giuseppe Santagostino, allenatore di calcio e calciatore italiano (n. 1901)
- 1956 - Frank Jay Gould, imprenditore e filantropo statunitense (n. 1877)
- 1956 - Oreste Jacobini, ingegnere, dirigente d'azienda e politico italiano (n. 1867)
- 1956 - Pavel Janák, architetto ceco (n. 1882)
- 1956 - Tibor Lubinszky, attore ungherese (n. 1909)
- 1958 - Břetislav Bakala, direttore d'orchestra, pianista e compositore ceco (n. 1897)
- 1958 - Alfred Bryan, cantautore e pacifista statunitense (n. 1871)
- 1959 - Rudolf Kassner, scrittore austriaco (n. 1873)
- 1959 - Duke R. Lee, attore statunitense (n. 1881)
- 1960 - Abdul Rahman di Negeri Sembilan, sovrano malese (n. 1895)
- 1960 - Walter Kuntze, generale tedesco (n. 1883)
- 1960 - Adolfo Porry Pastorel, fotoreporter italiano (n. 1888)
- 1960 - Vittorio Spositi, dirigente sportivo italiano (n. 1883)
- 1962 - Agostino Borio, matematico italiano (n. 1873)
- 1962 - Jules Boucherit, violinista e insegnante francese (n. 1877)
- 1962 - Michel de Ghelderode, drammaturgo e scrittore belga (n. 1898)
- 1962 - Otto Pötzl, psichiatra e neurologo austriaco (n. 1877)
- 1963 - Alessandro Alessandrini, politico italiano (n. 1891)
- 1963 - Angelo Baldassarri, avvocato e politico italiano (n. 1881)
- 1963 - Reinier Beeuwkes, calciatore olandese (n. 1884)
- 1963 - Vittorio Moietta, vescovo cattolico italiano (n. 1913)
- 1963 - Vittorio Morelli di Popolo, allenatore di calcio e calciatore italiano (n. 1888)
- 1963 - Agnes Mowinckel, attrice e regista teatrale norvegese (n. 1875)
- 1963 - Trygve Smith, calciatore norvegese (n. 1892)
- 1964 - Salvatore Aurigemma, archeologo e epigrafista italiano (n. 1885)
- 1964 - Francesco Sapori, scrittore e critico d'arte italiano (n. 1890)
- 1965 - Alessandro Amerio, fisico italiano (n. 1876)
- 1965 - Harry Crerar, generale canadese (n. 1888)
- 1965 - Władysław Faron, vescovo vetero-cattolico polacco (n. 1891)
- 1965 - Drago Karel Godina, politico sloveno (n. 1876)
- 1965 - Ugo Nebbia, pittore, critico d'arte e restauratore italiano (n. 1880)
- 1965 - Dan Pippin, cestista statunitense (n. 1926)
- 1965 - Helena Rubinstein, imprenditrice polacca (n. 1872)
- 1966 - Karl Adam, teologo tedesco (n. 1876)
- 1966 - Leo Ghering, calciatore olandese (n. 1900)
- 1966 - Flann O'Brien, scrittore e giornalista irlandese (n. 1911)
- 1966 - Paolo Signorini, dirigente d'azienda italiano (n. 1884)
- 1967 - Émile Blanchet, arcivescovo cattolico francese (n. 1886)
- 1967 - Emile Decroix, ciclista su strada belga (n. 1904)
- 1967 - Jan van Dort, calciatore olandese (n. 1889)
- 1967 - Guido Horn D'Arturo, astronomo italiano (n. 1879)
- 1967 - Bertil Rönnmark, tiratore a segno svedese (n. 1905)
- 1968 - Alfred Cobban, storico inglese (n. 1901)
- 1968 - Friedrich Hustedt, biologo e docente tedesco (n. 1866)
- 1968 - Lev Davidovič Landau, fisico sovietico (n. 1908)
- 1968 - William D. Russell, regista statunitense (n. 1908)
- 1970 - Luigi Bernasconi, saltatore con gli sci italiano (n. 1909)
- 1970 - Ludolf von Alvensleben, militare tedesco (n. 1901)
- 1970 - Polina Žemčužina, politica sovietica (n. 1897)
- 1971 - Vasilij Michajlovič Badanov, generale sovietico (n. 1895)
- 1971 - Luigi Barbero, vescovo cattolico italiano (n. 1905)
- 1971 - Antonio Cassitta, politico italiano (n. 1898)
- 1971 - Vittorio Sogno, generale e agente segreto italiano (n. 1885)
- 1972 - Luigi Bailo, ciclista su strada italiano (n. 1889)
- 1972 - Şükriye Sultan, principessa ottomana (n. 1906)
- 1972 - Frank Meyer, filosofo e politologo statunitense (n. 1909)
- 1972 - Paul van den Broeck, bobbista e hockeista su ghiaccio belga (n. 1904)
- 1973 - Jim Crockett, imprenditore statunitense (n. 1909)
- 1973 - Walter Dray, astista statunitense (n. 1886)
- 1973 - Eugenio Gualdi, imprenditore e dirigente sportivo italiano (n. 1884)
- 1973 - Jolande Jacobi, psicologa ungherese (n. 1890)
- 1973 - Bruto Puccetti, politico italiano (n. 1897)
- 1973 - Adolfo Rivoir, generale italiano (n. 1895)
- 1973 - Dirk Scalongne, schermidore olandese (n. 1879)
- 1974 - Ruth Abramowitsch, danzatrice e coreografa tedesca (n. 1907)
- 1974 - Josef Křepela, cestista cecoslovacco (n. 1924)
- 1974 - Augusto Mattei, calciatore italiano (n. 1910)
- 1974 - Maurice Raizman, scacchista e ingegnere francese (n. 1905)
- 1974 - Hal Tidrick, cestista statunitense (n. 1915)
- 1975 - Lorenz Jäger, cardinale e arcivescovo cattolico tedesco (n. 1892)
- 1975 - Alexander Matuška, critico letterario e saggista slovacco (n. 1910)
- 1976 - David Blair, danzatore britannico (n. 1932)
- 1976 - Max Ernst, pittore e scultore tedesco (n. 1891)
- 1976 - Giorgio Nissim, antifascista italiano (n. 1908)
- 1976 - Roger Rivière, ciclista su strada e pistard francese (n. 1936)
- 1977 - Vincenzo Caruso, carabiniere italiano (n. 1950)
- 1977 - Stefano Condello, carabiniere italiano (n. 1930)
- 1977 - Umberto Natali e Amina Nuget, italiano (n. 1900)
- 1977 - Cyril Radcliffe, politico britannico (n. 1899)
- 1978 - Pietro Degano, calciatore italiano (n. 1919)
- 1978 - Angelus Walz, religioso svizzero (n. 1893)
- 1979 - Gennadij Komnatov, ciclista su strada sovietico (n. 1949)
- 1979 - Barbara Luddy, doppiatrice e attrice statunitense (n. 1908)
- 1980 - Concetto Gallo, politico italiano (n. 1913)
- 1980 - Avrelij Lukežič, pittore e decoratore italiano (n. 1912)
- 1980 - Oscar Murua, pittore guatemalteco (n. 1898)
- 1980 - Filippo Prato, allenatore di calcio e calciatore italiano (n. 1910)
- 1981 - Carlo Alianello, scrittore e sceneggiatore italiano (n. 1901)
- 1981 - Agnija Barto, poetessa e sceneggiatrice sovietica (n. 1906)
- 1981 - Karl Bechert, fisico e politico tedesco (n. 1901)
- 1981 - D. F. Jones, scrittore di fantascienza britannico (n. 1918)
- 1982 - Aldo Semerari, psichiatra e criminologo italiano (n. 1923)
- 1983 - Levi Casey, triplista statunitense (n. 1904)
- 1983 - Bo Ekelund, altista e dirigente sportivo svedese (n. 1894)
- 1984 - Marvin Gaye, cantautore, produttore discografico e arrangiatore statunitense (n. 1939)
- 1984 - Elizabeth Goudge, scrittrice inglese (n. 1900)
- 1984 - Marina Jurlova, militare, scrittrice e ballerina russa (n. 1900)
- 1984 - William Kendall, attore inglese (n. 1903)
- 1984 - Rodolfo Quadrelli, critico letterario, poeta e saggista italiano (n. 1939)
- 1985 - George Ainsley, allenatore di calcio e calciatore inglese (n. 1915)
- 1985 - Gregorio Sciltian, pittore, costumista e illustratore russo (n. 1900)
- 1986 - Erik Bruhn, danzatore, coreografo e attore danese (n. 1928)
- 1986 - Margaret Masterman, linguista britannica (n. 1910)
- 1987 - Lodovico Morando, pittore italiano (n. 1917)
- 1987 - Antonio Oña de Echave, vescovo cattolico spagnolo (n. 1905)
- 1987 - Vladimir Ivanovič Popov, regista e animatore sovietico (n. 1930)
- 1988 - Jim Jordan, attore statunitense (n. 1896)
- 1989 - Richard Austin, direttore d'orchestra e docente inglese (n. 1903)
- 1989 - George Robledo, calciatore cileno (n. 1926)
- 1990 - Benito Díaz Iraola, calciatore e allenatore di calcio spagnolo (n. 1898)
- 1990 - Issicka Ouattara, calciatore burkinabè (n. 1954)
- 1990 - Carlos Peucelle, calciatore e allenatore di calcio argentino (n. 1908)
- 1990 - Francesco Alessandro Ugolini, linguista e filologo italiano (n. 1910)
- 1990 - Nikolaos Ventouras, incisore greco (n. 1899)
- 1990 - Russell Vis, lottatore statunitense (n. 1900)
- 1991 - Jesús Antonio Castro Becerra, vescovo cattolico colombiano (n. 1908)
- 1991 - Martha Graham, danzatrice e coreografa statunitense (n. 1894)
- 1991 - Gian Carlo Grassi, alpinista italiano (n. 1946)
- 1991 - Jaime Guzmán, politico e giurista cileno (n. 1946)
- 1991 - Haim Hanani, matematico polacco (n. 1912)
- 1991 - Paulo Muwanga, politico ugandese (n. 1924)
- 1991 - Detlev Karsten Rohwedder, manager e politico tedesco (n. 1932)
- 1992 - Luigi Cattaneo, anatomista italiano (n. 1925)
- 1992 - Walter Andreas Schwarz, cantante tedesco (n. 1913)
- 1992 - Konstantin Sergeev, ballerino e coreografo sovietico (n. 1910)
- 1992 - Teddy Smouha, velocista britannico (n. 1909)
- 1993 - Rudy Baric, cestista e allenatore di pallacanestro statunitense (n. 1920)
- 1993 - Giovanni di Borbone-Spagna, militare spagnolo (n. 1913)
- 1993 - Alan Kulwicki, pilota automobilistico statunitense (n. 1955)
- 1993 - José María Lemus, militare e politico salvadoregno (n. 1911)
- 1993 - Solly Zuckerman, barone Zuckerman, biologo britannico (n. 1904)
- 1994 - John Chase, hockeista su ghiaccio statunitense (n. 1906)
- 1994 - Robert Doisneau, fotografo francese (n. 1912)
- 1994 - Antonio Petrobelli, pilota motonautico italiano (n. 1934)
- 1994 - Gennadij Ivanovič Voronov, politico sovietico (n. 1910)
- 1995 - Hubert Adams Carter, alpinista e insegnante statunitense (n. 1914)
- 1995 - Lino Crispo, attore italiano (n. 1916)
- 1995 - Fausto Lio, politico italiano
- 1995 - Francisco Moncion, ballerino dominicano (n. 1918)
- 1995 - Víctor Valussi, calciatore argentino (n. 1912)
- 1996 - Pasquale Perugini, politico italiano (n. 1926)
- 1997 - Evsej Domar, economista russo (n. 1914)
- 1997 - Makar Hončarenko, calciatore sovietico (n. 1912)
- 1998 - Gene Evans, attore statunitense (n. 1922)
- 1998 - Angelo Galateri di Genola, generale italiano (n. 1912)
- 1998 - Janusz Nasfeter, regista e sceneggiatore polacco (n. 1920)
- 1998 - Rozz Williams, cantante statunitense (n. 1963)
- 2000 - Giovanni De Murtas, politico italiano (n. 1957)
- 2000 - Alexander John Mackenzie Stuart, giurista britannico (n. 1924)

## XXI secolo(150)
- 2001 - Ernesto Cima, cestista italiano (n. 1953)
- 2001 - Eugênio German, scacchista brasiliano (n. 1930)
- 2001 - Yuhanon Qashisho, scrittore, insegnante e grammatico siro (n. 1918)
- 2001 - Trịnh Công Sơn, compositore e cantante vietnamita (n. 1939)
- 2001 - Larry Tucker, scrittore, produttore cinematografico e attore statunitense (n. 1934)
- 2001 - Jalil Zandi, aviatore iraniano (n. 1951)
- 2002 - Tonino Cervi, regista e produttore cinematografico italiano (n. 1929)
- 2002 - Simo Häyhä, militare finlandese (n. 1905)
- 2002 - Sergej Isakov, schermidore sovietico (n. 1952)
- 2002 - Kees Mijnders, calciatore olandese (n. 1912)
- 2002 - Karl Roßmann, militare tedesco (n. 1916)
- 2003 - Leslie Cheung, attore e musicista hongkonghese (n. 1956)
- 2003 - Marcel Ernzer, ciclista su strada lussemburghese (n. 1926)
- 2003 - Jean-Yves Escoffier, direttore della fotografia francese (n. 1950)
- 2003 - Ed Kweller, cestista statunitense (n. 1915)
- 2003 - Mario López, poeta e pittore spagnolo (n. 1918)
- 2003 - Mendy Morein, cestista canadese (n. 1926)
- 2003 - Mutsuhiro Watanabe, militare giapponese (n. 1918)
- 2004 - Aldo Bertocci, tenore italiano (n. 1915)
- 2004 - Vincenzo Biava, tiratore a segno italiano (n. 1916)
- 2004 - Giannīs Kyrastas, calciatore e allenatore di calcio greco (n. 1952)
- 2004 - Renzo Nanni, poeta e scrittore italiano (n. 1921)
- 2004 - Jacques Seiler, attore francese (n. 1928)
- 2004 - Carrie Snodgress, attrice statunitense (n. 1945)
- 2005 - Alvaro Alsogaray, politico e imprenditore argentino (n. 1913)
- 2005 - Sergio Cafaro, pianista italiano (n. 1924)
- 2005 - Gegè Di Giacomo, batterista e cantante italiano (n. 1918)
- 2005 - Mitch Hedberg, comico statunitense (n. 1968)
- 2005 - Harald Juhnke, attore, doppiatore e cantante tedesco (n. 1929)
- 2005 - Angelo Mangano, poliziotto italiano (n. 1920)
- 2006 - Nato Frascà, artista italiano (n. 1931)
- 2006 - Oleg Morozov, calciatore sovietico (n. 1937)
- 2006 - In Tam, politico cambogiano (n. 1922)
- 2006 - Wilfred Waters, pistard britannico (n. 1923)
- 2007 - Laurie Baker, architetto indiano (n. 1917)
- 2007 - John Billings, medico australiano (n. 1918)
- 2007 - Driss Chraïbi, scrittore marocchino (n. 1926)
- 2007 - Bob McMillen, mezzofondista statunitense (n. 1928)
- 2007 - Glauco Monducci, partigiano e dirigente d'azienda italiano (n. 1923)
- 2007 - Josué Santos, cestista messicano (n. 1916)
- 2007 - Giuseppe Steiner, fondista italiano (n. 1929)
- 2007 - Carlos Vasino, cestista argentino (n. 1935)
- 2007 - Belinda Wright, ballerina inglese (n. 1929)
- 2008 - Péter Baczakó, sollevatore ungherese (n. 1951)
- 2008 - Sabin Bălaşa, pittore, scrittore e regista romeno (n. 1932)
- 2008 - Adone Carapezzi, giornalista italiano (n. 1919)
- 2008 - Jim Finney, arbitro di calcio inglese (n. 1924)
- 2008 - Floyd Simmons, multiplista e attore statunitense (n. 1923)
- 2009 - Umberto Betti, cardinale italiano (n. 1922)
- 2009 - Margreta Elkins, mezzosoprano australiano (n. 1930)
- 2009 - Lou Perry, attore statunitense (n. 1941)
- 2009 - Mike Schlegel, cestista statunitense (n. 1963)
- 2009 - Fabián Tourn, cestista argentino (n. 1967)
- 2010 - Vito De Grisantis, vescovo cattolico italiano (n. 1941)
- 2010 - John Forsythe, attore statunitense (n. 1918)
- 2010 - Henry Edward Roberts, ingegnere, inventore e medico statunitense (n. 1941)
- 2010 - Tzannīs Tzannetakīs, politico greco (n. 1927)
- 2011 - Achille Boroli, editore italiano (n. 1913)
- 2011 - Dante Cruicchi, giornalista e politico italiano (n. 1921)
- 2011 - Annarosa Taddei, pianista e insegnante italiana (n. 1918)
- 2011 - Varkey Vithayathil, cardinale e arcivescovo cattolico indiano (n. 1927)
- 2011 - Carlos Cezar de Souza, calciatore brasiliano (n. 1938)
- 2012 - Ekrem Bora, attore turco (n. 1934)
- 2012 - Sauro Bufalini, cestista e allenatore di pallacanestro italiano (n. 1941)
- 2012 - Giorgio Chinaglia, calciatore e dirigente sportivo italiano (n. 1947)
- 2012 - Leila Denmark, pediatra e supercentenaria statunitense (n. 1898)
- 2012 - Antonio Ghirelli, giornalista, scrittore e saggista italiano (n. 1922)
- 2012 - Miguel de la Madrid, politico messicano (n. 1934)
- 2012 - Nenne Sanguineti Poggi, artista, pittrice e giornalista italiana (n. 1909)
- 2012 - Ginetto Ruzzetta, cantautore e poeta italiano (n. 1934)
- 2013 - Mary Berg, statunitense (n. 1924)
- 2013 - Moses Blah, politico liberiano (n. 1947)
- 2013 - Giuseppe Fabris, calciatore italiano (n. 1936)
- 2013 - Marzio Lepri, calciatore italiano (n. 1931)
- 2013 - Nicolae Martinescu, lottatore rumeno (n. 1940)
- 2013 - Pavel 183, artista russo (n. 1983)
- 2013 - Badr bin Abd al-Aziz Al Sa'ud, principe, politico e militare saudita (n. 1932)
- 2014 - Lida van der Anker-Doedens, canoista olandese (n. 1922)
- 2014 - Jacques Le Goff, storico francese (n. 1924)
- 2014 - Francesco Macedonio, regista teatrale italiano (n. 1927)
- 2014 - Jim Pritchard, hockeista su ghiaccio canadese (n. 1948)
- 2014 - Rolf Rendtorff, teologo tedesco (n. 1925)
- 2015 - Zdravko-Ćiro Kovačić, pallanuotista jugoslavo (n. 1925)
- 2015 - Eddie LeBaron, giocatore di football americano statunitense (n. 1930)
- 2015 - Cynthia Powell, artista e saggista britannica (n. 1939)
- 2015 - Misao Okawa, supercentenaria giapponese (n. 1898)
- 2015 - Nicolae Rainea, arbitro di calcio rumeno (n. 1933)
- 2015 - Beatriče Žbona Trkman, archeologa jugoslava (n. 1949)
- 2016 - Alberto Fontanesi, calciatore italiano (n. 1929)
- 2016 - Guia Lauri Filzi, attrice pornografica e attrice argentina (n. 1943)
- 2016 - Fausto Puccini, cavaliere italiano (n. 1932)
- 2017 - Alberto Assirelli, ciclista su strada italiano (n. 1936)
- 2017 - Antonio Ciliberti, arcivescovo cattolico italiano (n. 1935)
- 2017 - Gösta Ekman, attore, regista e comico svedese (n. 1939)
- 2017 - Evgenij Aleksandrovič Evtušenko, poeta e romanziere russo (n. 1932)
- 2017 - Burton Watson, traduttore, iamatologo e sinologo statunitense (n. 1925)
- 2018 - Françoise Adret, ballerina, coreografa e insegnante francese (n. 1920)
- 2018 - Bob Beattie, allenatore di sci alpino e commentatore televisivo statunitense (n. 1933)
- 2018 - Steven Bochco, autore televisivo e sceneggiatore statunitense (n. 1943)
- 2018 - Michiko Hirayama, soprano giapponese (n. 1923)
- 2018 - Evert Kroon, pallanuotista olandese (n. 1946)
- 2018 - Efraín Ríos Montt, generale e politico guatemalteco (n. 1926)
- 2018 - Paul Sinibaldi, calciatore francese (n. 1921)
- 2018 - Michel Sénéchal, tenore francese (n. 1927)
- 2019 - Battaglia e Miseferi, comico italiano (n. 1965)
- 2019 - Dimitǎr Dobrev, lottatore bulgaro (n. 1931)
- 2019 - Vonda N. McIntyre, autrice di fantascienza statunitense (n. 1948)
- 2019 - Bucky McConnell, cestista statunitense (n. 1928)
- 2019 - Rafael Sánchez Ferlosio, scrittore, saggista e linguista spagnolo (n. 1927)
- 2019 - Caravelli, direttore d'orchestra, compositore e arrangiatore francese (n. 1930)
- 2020 - Dušan Bartovič, allenatore di calcio e calciatore cecoslovacco (n. 1944)
- 2020 - Branislav Blažić, medico e politico serbo (n. 1957)
- 2020 - Mario Chaldú, calciatore argentino (n. 1942)
- 2020 - Nur Hassan Hussein, politico e diplomatico somalo (n. 1937)
- 2020 - James Learmonth Gowans, medico britannico (n. 1924)
- 2020 - Ellis Marsalis, pianista e musicista statunitense (n. 1934)
- 2020 - Bucky Pizzarelli, chitarrista statunitense (n. 1926)
- 2020 - Rossana Rory, attrice e modella italiana (n. 1927)
- 2020 - Ugo Rozzo, bibliotecario, bibliografo e storico italiano (n. 1940)
- 2020 - Adam Schlesinger, compositore, bassista e produttore discografico statunitense (n. 1967)
- 2020 - Americo Severini, ciclista su strada e ciclocrossista italiano (n. 1931)
- 2020 - John Stanich, cestista statunitense (n. 1925)
- 2021 - Lee Aaker, attore statunitense (n. 1943)
- 2021 - Isamu Akasaki, fisico e ingegnere giapponese (n. 1929)
- 2021 - Giorgio Gatti, baritono italiano (n. 1948)
- 2021 - Patrick Juvet, cantante, compositore e modello svizzero (n. 1950)
- 2021 - Divo Zadi, vescovo cattolico italiano (n. 1931)
- 2022 - Jolanta Lothe, attrice polacca (n. 1942)
- 2022 - C. W. McCall, cantante, musicista e politico statunitense (n. 1928)
- 2022 - Willy Vanden Berghen, ciclista su strada belga (n. 1939)
- 2023 - Ken Buchanan, pugile britannico (n. 1945)
- 2023 - Dario Campeotto, cantante, attore e doppiatore danese (n. 1939)
- 2023 - Ada D'Adamo, scrittrice e saggista italiana (n. 1967)
- 2023 - Cedric Henderson, cestista statunitense (n. 1965)
- 2023 - Michael Lipton, economista e compositore di scacchi inglese (n. 1937)
- 2023 - Ivan Romanzini, allenatore di calcio, dirigente sportivo e calciatore italiano (n. 1946)
- 2023 - Włodzimierz Schmidt, scacchista polacco (n. 1943)
- 2023 - Klaus Teuber, autore di giochi tedesco (n. 1952)
- 2024 - Vontae Davis, giocatore di football americano statunitense (n. 1988)
- 2024 - Joe Flaherty, attore, doppiatore e conduttore televisivo statunitense (n. 1941)
- 2024 - Sami Michael, scrittore e attivista israeliano (n. 1926)
- 2024 - Alejandro Semenewicz, calciatore argentino (n. 1949)
- 2024 - Zdzisław Skrzeczkowski, cestista polacco (n. 1930)
- 2024 - Eduardo Zuleta, tennista ecuadoriano (n. 1935)
- 2025 - Leandro Domingues, calciatore brasiliano (n. 1983)
- 2025 - Val Kilmer, attore statunitense (n. 1959)
- 2025 - Giordano Mattavelli, calciatore italiano (n. 1935)
- 2025 - Walter Passerini, giornalista italiano (n. 1948)
- 2025 - Johnny Tillotson, cantante statunitense (n. 1938)
- 2025 - Faramarz Zelli, calciatore iraniano (n. 1942)